# شهرستان ولز (داکوتای شمالی)
شهرستان ولز، داکوتای شمالی (به انگلیسی: Wells County, North Dakota) یک سکونتگاه مسکونی در ایالات متحده آمریکا است که در داکوتای شمالی واقع شده‌است.

## خصوصیات
شهرستان ولز ۳٬۳۴۳٫۶۹ کیلومترمربع مساحت دارد.